# Gouverneur de Taganrog

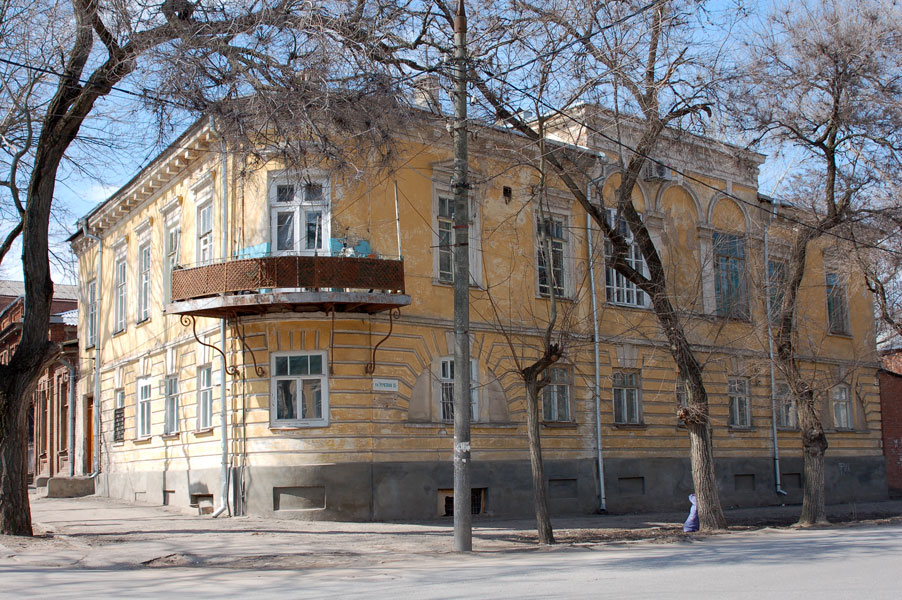
Ancienne mairie de Taganrog en 2006

Le gouverneur de Taganrog fut placé à la tête d'une division administrative ou gouvernement (constitué de municipalités bénéficiant de privilèges accordés par la charte impériale) entre le 8 octobre 1802 et le 19 mai 1887.
Taganrog fut également le cœur de l'ouïezd (уезд, subdivision administrative) (y compris les villes de Rostov-sur-le-Don et Nakhitchevan-sur-le-Don et Marioupol) de 1816 à 1834. La même année, Rostov-sur-le-Don fut subordonnée au gouvernement d'Ekaterinoslav, tandis que Nakhitchevan et Marioupol restèrent dans le gouvernement (goubernia, en russe : губерния), de Taganrog jusqu'en 1859.

## Historique du gouvernement de Taganrog
Dès la fin du XVIIIe siècle, sous le commandement de la Russie impériale, Taganrog perdit de l'importance comme bases militaires en Crimée et en mer d'Azov. Les villes sur la mer Noire et la mer d'Azov furent transformées en d'importants centres de commerce. Le développement du commerce exigea de nouvelles mesures, Alexandre Ier de Russie introduisit la fonction de gouverneur directement en contact avec le tsar. Des postes de gouverneurs (au cours de différentes périodes) furent créés dans quatre villes : Odessa, Taganrog, Feodossia et Kertch. Le tsar nomma à ce poste des personnalités dynamiques. Cette fonction coexista avec celle du maire de la ville et contribua à développer les échanges commerciaux et accrut le bien-être des citoyens.

## Liste des gouverneurs de Taganrog
- Appolon Andreïevitch Dachkov (1802-1805)
- Baron Balthazar von Campenhausen (1805-1809)
- Piotr Afanassievitch Papkov (1810-1822)
- Nikolaï Naoumov (1822-1825)
- Alexandre Ivanovitch Dounaev (1825-1832)
- Otto Pfeilizer-Frank (1832-1843)
- Prince Alexandre Karlovitch Lieven (1844-1853)
- Comte Nikolaï Vladimirovitch Adlerberg (1853-1854)
- Comte Iegor Petrovitch Tolstoï (1854-1856)
- Amiral Mikhaïl Andrianovitch Lavrov (1856-1864)
- Amiral Pavel Alexandrovitch Perelechine (1864-1866)
- Amiral Ivan Alexeïevitch Chestakov (1866-1868)
- Amiral Lev Iakovlevitch Koultchitsky (1868-1873)
- Le maire Achille Alferaki (gouverneur provisoire du 25 novembre 1873 au 31 décembre 1873)
- Amiral Johann Hampus Furuhjelm (1874-1876)
- Contre-amiral Pavel Petrovitch Maksoutov (1876-1882)
- Contre-amiral Pavel Alexeïevitch Zelenoy (1882-1885)
- Contre-amiral Ippolit Constantinovitch Vogak (1885-1887)